# Município de Decatur (condado de Washington, Ohio)
O município de Decatur (em inglês: Decatur Township) é um município localizado no condado de Washington no estado estadounidense de Ohio. No ano 2010 tinha uma população de 1303 habitantes e uma densidade populacional de 14,38 pessoas por km².

## Geografia
O município de Decatur encontra-se localizado nas coordenadas 39° 18′ 47″ N, 81° 46′ 39″ O. Segundo a Departamento do Censo dos Estados Unidos, o município tem uma superfície total de 90.63 km², da qual 90,36 km² correspondem a terra firme e (0,3 %) 0,27 km² é água.

## Demografia
Segundo o censo de 2010, tinha 1303 pessoas residindo no município de Decatur. A densidade de população era de 14,38 hab./km².